# Diéna (Burkina Faso)
Pour les articles homonymes, voir Diena.
Diéna est une commune rurale située dans le département de Djibasso de la province de la Kossi dans la région de la Boucle du Mouhoun au Burkina Faso.